# Marzoller Au
Marzoller Au este o arie protejată (arie specială de conservare — SAC, sit de importanță comunitară — SCI) din Germania întinsă pe o suprafață de 157,47 ha, integral pe uscat.

## Localizare
Centrul sitului Marzoller Au este situat la coordonatele 47°45′28″N 12°54′59″E / 47.7578°N 12.9164°E.

## Înființare
Situl Marzoller Au a fost declarat sit de importanță comunitară în noiembrie 2004 pentru a proteja 1 specie de animale. Situl a fost protejat și ca arie specială de conservare în aprilie 2016.

## Biodiversitate
Situată în ecoregiunea continentală, aria protejată conține 1 habitat natural: Păduri aluvionare cu Alnus glutinosa și Fraxinus excelsior (Alno-Padion, Alnion incanae, Salicion albae).
La baza desemnării sitului se află o specie protejată de  nevertebrate: fluturele flitirar (Euphydryas maturna).